# 1998年のナショナルリーグチャンピオンシップシリーズ
1998年の野球において、メジャーリーグベースボール（MLB）のポストシーズンは9月29日に開幕した。ナショナルリーグの第29回リーグチャンピオンシップシリーズ（英語: 29th National League Championship Series、以下「リーグ優勝決定戦」と表記）は、10月7日から14日にかけて計6試合が開催された。その結果、サンディエゴ・パドレス（西地区）がアトランタ・ブレーブス（東地区）を4勝2敗で下し、14年ぶり2回目のリーグ優勝およびワールドシリーズ進出を果たした。
両球団がポストシーズンで対戦するのはこれが初めて。パドレスは、地区シリーズではレギュラーシーズン102勝のヒューストン・アストロズを、今シリーズではレギュラーシーズン106勝のブレーブスを、それぞれ破った。レギュラーシーズン100勝以上の球団とのシリーズを同一年のポストシーズンで2度制したのは、1988年のロサンゼルス・ドジャース以来、パドレスが10年ぶり2球団目である。一方のブレーブスは、レギュラーシーズンで106勝を挙げながらワールドシリーズ進出を逃した史上初の球団となった。シリーズMVPには、第3戦と第6戦の2試合に先発登板して計10.0イニングを投げ、2勝0敗・防御率0.90という成績を残したパドレスのスターリング・ヒッチコックが選出された。しかしパドレスはワールドシリーズでは、レギュラーシーズン114勝のアメリカンリーグ王者ニューヨーク・ヤンキースに0勝4敗で敗れ、球団創設30年目で初の優勝を逃した。

## 両チームの1998年
10月3日にまずブレーブス（東地区優勝）が、そして4日にはパドレス（西地区優勝）が、それぞれ地区シリーズ突破を決めてリーグ優勝決定戦へ駒を進めた。
リーグ優勝決定戦の第1・2・6・7戦を本拠地で開催できる "ホームフィールド・アドバンテージ" は、前年までは地区ごとの持ち回りで割り当てられていた。しかしこの年から規則が変更され、地区優勝球団どうしが対戦する場合はレギュラーシーズンの勝率がより高いほうの球団に、地区優勝球団とワイルドカード球団が対戦する場合は地区優勝球団に与えられることとなった。したがって今シリーズでは、ブレーブスがアドバンテージを得る。この年のレギュラーシーズンでは両球団は9試合対戦し、ブレーブスが5勝4敗と勝ち越していた。

## 試合結果
1998年のナショナルリーグ優勝決定戦は10月7日に開幕し、途中に移動日を挟んで8日間で6試合が行われた。日程・結果は以下の通り。
| 日付                                                   | 試合  | ビジター球団（先攻）   | スコア | ホーム球団（後攻）     | 開催球場               | 開催球場                                      |
| ------------------------------------------------------ | ----- | ---------------------- | ------ | ---------------------- | ---------------------- | --------------------------------------------- |
| 10月07日（水）                                         | 第1戦 | サンディエゴ・パドレス | 3－2   | アトランタ・ブレーブス | ターナー・フィールド   | ターナー・ · フィールドクアルコム・スタジアム |
| 10月08日（木）                                         | 第2戦 | サンディエゴ・パドレス | 3－0   | アトランタ・ブレーブス | ターナー・フィールド   | ターナー・ · フィールドクアルコム・スタジアム |
| 10月09日（金）                                         |       | 移動日                 | 移動日 | 移動日                 |                        | ターナー・ · フィールドクアルコム・スタジアム |
| 10月10日（土）                                         | 第3戦 | アトランタ・ブレーブス | 1－4   | サンディエゴ・パドレス | クアルコム・スタジアム | ターナー・ · フィールドクアルコム・スタジアム |
| 10月11日（日）                                         | 第4戦 | アトランタ・ブレーブス | 8－3   | サンディエゴ・パドレス | クアルコム・スタジアム | ターナー・ · フィールドクアルコム・スタジアム |
| 10月12日（月）                                         | 第5戦 | アトランタ・ブレーブス | 7－6   | サンディエゴ・パドレス | クアルコム・スタジアム | ターナー・ · フィールドクアルコム・スタジアム |
| 10月13日（火）                                         |       | 移動日                 | 移動日 | 移動日                 |                        | ターナー・ · フィールドクアルコム・スタジアム |
| 10月14日（水）                                         | 第6戦 | サンディエゴ・パドレス | 5－0   | アトランタ・ブレーブス | ターナー・フィールド   | ターナー・ · フィールドクアルコム・スタジアム |
| 優勝：サンディエゴ・パドレス（4勝2敗 / 14年ぶり2度目） |       |                        |        |                        |                        | ターナー・ · フィールドクアルコム・スタジアム |

### 第1戦 10月7日
- ターナー・フィールド（ジョージア州アトランタ）

|                        | 1 | 2 | 3 | 4 | 5 | 6 | 7 | 8 | 9 | 10 | R | H | E |
| ---------------------- | - | - | - | - | - | - | - | - | - | -- | - | - | - |
| サンディエゴ・パドレス | 0 | 0 | 0 | 0 | 1 | 0 | 0 | 1 | 0 | 1  | 3 | 7 | 0 |
| アトランタ・ブレーブス | 0 | 0 | 1 | 0 | 0 | 0 | 0 | 0 | 1 | 0  | 2 | 8 | 3 |

1. 勝利：トレバー・ホフマン（1勝）
2. セーブ：ドン・ウォール（1S）
3. 敗戦：ケリー・ライテンバーグ（1敗）
4. 本塁打
SD：ケン・カミニティ1号ソロ
ATL：アンドリュー・ジョーンズ1号ソロ
5. 審判
［球審］テリー・テイタ
［塁審］一塁: ラリー・ポンシーノ、二塁: トム・ハリオン、三塁: グレッグ・ボニン
［外審］左翼: ジェリー・デービス、右翼: スティーブ・リプリー
6. 試合開始時刻: 東部夏時間（UTC-4）午後8時15分  試合時間: 3時間27分  観客: 4万2117人  気温: 74°F（23.3°C）
詳細: MLB.com Gameday / Baseball-Reference.com

| サンディエゴ・パドレス | サンディエゴ・パドレス | サンディエゴ・パドレス | サンディエゴ・パドレス | サンディエゴ・パドレス                                                                                    | アトランタ・ブレーブス | アトランタ・ブレーブス | アトランタ・ブレーブス | アトランタ・ブレーブス | アトランタ・ブレーブス                                                                                    |
| ---------------------- | ---------------------- | ---------------------- | ---------------------- | --- | ---------------------- | ---------------------- | ---------------------- | ---------------------- | --- |
| 打順                   | 守備                   | 選手                   | 打席                   | A・アシュビーC・ヘルナンデスW・ジョイナーQ・ベラスK・カミニティC・ゴメスG・ボーンS・フィンリーT・グウィン | 打順                   | 守備                   | 選手                   | 打席                   | J・スモルツJ・ロペスA・ガララーガK・ロックハートC・ジョーンズW・ワイスR・クレスコA・ジョーンズM・タッカー |
| 1                      | 二                     | Q・ベラス              | 両                     | A・アシュビーC・ヘルナンデスW・ジョイナーQ・ベラスK・カミニティC・ゴメスG・ボーンS・フィンリーT・グウィン | 1                      | 遊                     | W・ワイス              | 両                     | J・スモルツJ・ロペスA・ガララーガK・ロックハートC・ジョーンズW・ワイスR・クレスコA・ジョーンズM・タッカー |
| 2                      | 右                     | T・グウィン            | 左                     | A・アシュビーC・ヘルナンデスW・ジョイナーQ・ベラスK・カミニティC・ゴメスG・ボーンS・フィンリーT・グウィン | 2                      | 二                     | K・ロックハート        | 左                     | J・スモルツJ・ロペスA・ガララーガK・ロックハートC・ジョーンズW・ワイスR・クレスコA・ジョーンズM・タッカー |
| 3                      | 左                     | G・ボーン              | 右                     | A・アシュビーC・ヘルナンデスW・ジョイナーQ・ベラスK・カミニティC・ゴメスG・ボーンS・フィンリーT・グウィン | 3                      | 三                     | C・ジョーンズ          | 両                     | J・スモルツJ・ロペスA・ガララーガK・ロックハートC・ジョーンズW・ワイスR・クレスコA・ジョーンズM・タッカー |
| 4                      | 三                     | K・カミニティ          | 両                     | A・アシュビーC・ヘルナンデスW・ジョイナーQ・ベラスK・カミニティC・ゴメスG・ボーンS・フィンリーT・グウィン | 4                      | 一                     | A・ガララーガ          | 右                     | J・スモルツJ・ロペスA・ガララーガK・ロックハートC・ジョーンズW・ワイスR・クレスコA・ジョーンズM・タッカー |
| 5                      | 一                     | W・ジョイナー          | 左                     | A・アシュビーC・ヘルナンデスW・ジョイナーQ・ベラスK・カミニティC・ゴメスG・ボーンS・フィンリーT・グウィン | 5                      | 左                     | R・クレスコ            | 左                     | J・スモルツJ・ロペスA・ガララーガK・ロックハートC・ジョーンズW・ワイスR・クレスコA・ジョーンズM・タッカー |
| 6                      | 中                     | S・フィンリー          | 左                     | A・アシュビーC・ヘルナンデスW・ジョイナーQ・ベラスK・カミニティC・ゴメスG・ボーンS・フィンリーT・グウィン | 6                      | 捕                     | J・ロペス              | 右                     | J・スモルツJ・ロペスA・ガララーガK・ロックハートC・ジョーンズW・ワイスR・クレスコA・ジョーンズM・タッカー |
| 7                      | 捕                     | C・ヘルナンデス        | 右                     | A・アシュビーC・ヘルナンデスW・ジョイナーQ・ベラスK・カミニティC・ゴメスG・ボーンS・フィンリーT・グウィン | 7                      | 中                     | A・ジョーンズ          | 右                     | J・スモルツJ・ロペスA・ガララーガK・ロックハートC・ジョーンズW・ワイスR・クレスコA・ジョーンズM・タッカー |
| 8                      | 遊                     | C・ゴメス              | 右                     | A・アシュビーC・ヘルナンデスW・ジョイナーQ・ベラスK・カミニティC・ゴメスG・ボーンS・フィンリーT・グウィン | 8                      | 右                     | M・タッカー            | 左                     | J・スモルツJ・ロペスA・ガララーガK・ロックハートC・ジョーンズW・ワイスR・クレスコA・ジョーンズM・タッカー |
| 9                      | 投                     | A・アシュビー          | 右                     | A・アシュビーC・ヘルナンデスW・ジョイナーQ・ベラスK・カミニティC・ゴメスG・ボーンS・フィンリーT・グウィン | 9                      | 投                     | J・スモルツ            | 右                     | J・スモルツJ・ロペスA・ガララーガK・ロックハートC・ジョーンズW・ワイスR・クレスコA・ジョーンズM・タッカー |
| 先発投手               | 先発投手               | 先発投手               | 投球                   | A・アシュビーC・ヘルナンデスW・ジョイナーQ・ベラスK・カミニティC・ゴメスG・ボーンS・フィンリーT・グウィン | 先発投手               | 先発投手               | 先発投手               | 投球                   | J・スモルツJ・ロペスA・ガララーガK・ロックハートC・ジョーンズW・ワイスR・クレスコA・ジョーンズM・タッカー |
| A・アシュビー          | A・アシュビー          | A・アシュビー          | 右                     | A・アシュビーC・ヘルナンデスW・ジョイナーQ・ベラスK・カミニティC・ゴメスG・ボーンS・フィンリーT・グウィン | J・スモルツ            | J・スモルツ            | J・スモルツ            | 右                     | J・スモルツJ・ロペスA・ガララーガK・ロックハートC・ジョーンズW・ワイスR・クレスコA・ジョーンズM・タッカー |

### 第2戦 10月8日
- ターナー・フィールド（ジョージア州アトランタ）

|                        | 1 | 2 | 3 | 4 | 5 | 6 | 7 | 8 | 9 | R | H  | E |
| ---------------------- | - | - | - | - | - | - | - | - | - | - | -- | - |
| サンディエゴ・パドレス | 0 | 0 | 0 | 0 | 0 | 1 | 0 | 0 | 2 | 3 | 11 | 0 |
| アトランタ・ブレーブス | 0 | 0 | 0 | 0 | 0 | 0 | 0 | 0 | 0 | 0 | 3  | 1 |

1. 勝利：ケビン・ブラウン（1勝）
2. 敗戦：トム・グラビン（1敗）
3. 審判
［球審］ラリー・ポンシーノ
［塁審］一塁: トム・ハリオン、二塁: グレッグ・ボニン、三塁: ジェリー・デービス
［外審］左翼: スティーブ・リプリー、右翼: テリー・テイタ
4. 試合開始時刻: 東部夏時間（UTC-4）午後8時15分  試合時間: 2時間54分  観客: 4万3083人  気温: 62°F（16.7°C）
詳細: MLB.com Gameday / Baseball-Reference.com

| サンディエゴ・パドレス | サンディエゴ・パドレス | サンディエゴ・パドレス | サンディエゴ・パドレス | サンディエゴ・パドレス                                                                                  | アトランタ・ブレーブス | アトランタ・ブレーブス | アトランタ・ブレーブス | アトランタ・ブレーブス | アトランタ・ブレーブス                                                                                    |
| ---------------------- | ---------------------- | ---------------------- | ---------------------- | --- | ---------------------- | ---------------------- | ---------------------- | ---------------------- | --- |
| 打順                   | 守備                   | 選手                   | 打席                   | K・ブラウンC・ヘルナンデスW・ジョイナーQ・ベラスK・カミニティC・ゴメスR・リベラS・フィンリーT・グウィン | 打順                   | 守備                   | 選手                   | 打席                   | T・グラビンJ・ロペスA・ガララーガK・ロックハートC・ジョーンズW・ワイスR・クレスコA・ジョーンズM・タッカー |
| 1                      | 二                     | Q・ベラス              | 両                     | K・ブラウンC・ヘルナンデスW・ジョイナーQ・ベラスK・カミニティC・ゴメスR・リベラS・フィンリーT・グウィン | 1                      | 遊                     | W・ワイス              | 両                     | T・グラビンJ・ロペスA・ガララーガK・ロックハートC・ジョーンズW・ワイスR・クレスコA・ジョーンズM・タッカー |
| 2                      | 中                     | S・フィンリー          | 左                     | K・ブラウンC・ヘルナンデスW・ジョイナーQ・ベラスK・カミニティC・ゴメスR・リベラS・フィンリーT・グウィン | 2                      | 二                     | K・ロックハート        | 左                     | T・グラビンJ・ロペスA・ガララーガK・ロックハートC・ジョーンズW・ワイスR・クレスコA・ジョーンズM・タッカー |
| 3                      | 右                     | T・グウィン            | 左                     | K・ブラウンC・ヘルナンデスW・ジョイナーQ・ベラスK・カミニティC・ゴメスR・リベラS・フィンリーT・グウィン | 3                      | 三                     | C・ジョーンズ          | 両                     | T・グラビンJ・ロペスA・ガララーガK・ロックハートC・ジョーンズW・ワイスR・クレスコA・ジョーンズM・タッカー |
| 4                      | 三                     | K・カミニティ          | 両                     | K・ブラウンC・ヘルナンデスW・ジョイナーQ・ベラスK・カミニティC・ゴメスR・リベラS・フィンリーT・グウィン | 4                      | 一                     | A・ガララーガ          | 右                     | T・グラビンJ・ロペスA・ガララーガK・ロックハートC・ジョーンズW・ワイスR・クレスコA・ジョーンズM・タッカー |
| 5                      | 一                     | W・ジョイナー          | 左                     | K・ブラウンC・ヘルナンデスW・ジョイナーQ・ベラスK・カミニティC・ゴメスR・リベラS・フィンリーT・グウィン | 5                      | 左                     | R・クレスコ            | 左                     | T・グラビンJ・ロペスA・ガララーガK・ロックハートC・ジョーンズW・ワイスR・クレスコA・ジョーンズM・タッカー |
| 6                      | 捕                     | C・ヘルナンデス        | 右                     | K・ブラウンC・ヘルナンデスW・ジョイナーQ・ベラスK・カミニティC・ゴメスR・リベラS・フィンリーT・グウィン | 6                      | 捕                     | J・ロペス              | 右                     | T・グラビンJ・ロペスA・ガララーガK・ロックハートC・ジョーンズW・ワイスR・クレスコA・ジョーンズM・タッカー |
| 7                      | 左                     | R・リベラ              | 右                     | K・ブラウンC・ヘルナンデスW・ジョイナーQ・ベラスK・カミニティC・ゴメスR・リベラS・フィンリーT・グウィン | 7                      | 中                     | A・ジョーンズ          | 右                     | T・グラビンJ・ロペスA・ガララーガK・ロックハートC・ジョーンズW・ワイスR・クレスコA・ジョーンズM・タッカー |
| 8                      | 遊                     | C・ゴメス              | 右                     | K・ブラウンC・ヘルナンデスW・ジョイナーQ・ベラスK・カミニティC・ゴメスR・リベラS・フィンリーT・グウィン | 8                      | 右                     | M・タッカー            | 左                     | T・グラビンJ・ロペスA・ガララーガK・ロックハートC・ジョーンズW・ワイスR・クレスコA・ジョーンズM・タッカー |
| 9                      | 投                     | K・ブラウン            | 右                     | K・ブラウンC・ヘルナンデスW・ジョイナーQ・ベラスK・カミニティC・ゴメスR・リベラS・フィンリーT・グウィン | 9                      | 投                     | T・グラビン            | 左                     | T・グラビンJ・ロペスA・ガララーガK・ロックハートC・ジョーンズW・ワイスR・クレスコA・ジョーンズM・タッカー |
| 先発投手               | 先発投手               | 先発投手               | 投球                   | K・ブラウンC・ヘルナンデスW・ジョイナーQ・ベラスK・カミニティC・ゴメスR・リベラS・フィンリーT・グウィン | 先発投手               | 先発投手               | 先発投手               | 投球                   | T・グラビンJ・ロペスA・ガララーガK・ロックハートC・ジョーンズW・ワイスR・クレスコA・ジョーンズM・タッカー |
| K・ブラウン            | K・ブラウン            | K・ブラウン            | 右                     | K・ブラウンC・ヘルナンデスW・ジョイナーQ・ベラスK・カミニティC・ゴメスR・リベラS・フィンリーT・グウィン | T・グラビン            | T・グラビン            | T・グラビン            | 左                     | T・グラビンJ・ロペスA・ガララーガK・ロックハートC・ジョーンズW・ワイスR・クレスコA・ジョーンズM・タッカー |

### 第3戦 10月10日
- クアルコム・スタジアム（カリフォルニア州サンディエゴ）

|                        | 1 | 2 | 3 | 4 | 5 | 6 | 7 | 8 | 9 | R | H | E |
| ---------------------- | - | - | - | - | - | - | - | - | - | - | - | - |
| アトランタ・ブレーブス | 0 | 0 | 1 | 0 | 0 | 0 | 0 | 0 | 0 | 1 | 8 | 2 |
| サンディエゴ・パドレス | 0 | 0 | 0 | 0 | 2 | 0 | 0 | 2 | X | 4 | 7 | 0 |

1. 勝利：スターリング・ヒッチコック（1勝）
2. セーブ：トレバー・ホフマン（1勝1S）
3. 敗戦：グレッグ・マダックス（1敗）
4. 審判
［球審］トム・ハリオン
［塁審］一塁: グレッグ・ボニン、二塁: ジェリー・デービス、三塁: スティーブ・リプリー
［外審］左翼: テリー・テイタ、右翼: ラリー・ポンシーノ
5. 試合開始時刻: 太平洋夏時間（UTC-7）午後1時15分  試合時間: 3時間0分  観客: 6万2799人  気温: 72°F（22.2°C）
詳細: MLB.com Gameday / Baseball-Reference.com

| アトランタ・ブレーブス | アトランタ・ブレーブス | アトランタ・ブレーブス | アトランタ・ブレーブス | アトランタ・ブレーブス                                                                                              | サンディエゴ・パドレス | サンディエゴ・パドレス | サンディエゴ・パドレス | サンディエゴ・パドレス | サンディエゴ・パドレス                                                                                                 |
| ---------------------- | ---------------------- | ---------------------- | ---------------------- | --- | ---------------------- | ---------------------- | ---------------------- | ---------------------- | --- |
| 打順                   | 守備                   | 選手                   | 打席                   | G・マダックスE・ペレスA・ガララーガT・グラファニーノC・ジョーンズW・ワイスD・バティスタA・ジョーンズG・ウィリアムズ | 打順                   | 守備                   | 選手                   | 打席                   | S・ヒッチコックJ・レイリッツW・ジョイナーQ・ベラスK・カミニティC・ゴメスJ・バンダー · ウォールS・フィンリーT・グウィン |
| 1                      | 遊                     | W・ワイス              | 両                     | G・マダックスE・ペレスA・ガララーガT・グラファニーノC・ジョーンズW・ワイスD・バティスタA・ジョーンズG・ウィリアムズ | 1                      | 二                     | Q・ベラス              | 両                     | S・ヒッチコックJ・レイリッツW・ジョイナーQ・ベラスK・カミニティC・ゴメスJ・バンダー · ウォールS・フィンリーT・グウィン |
| 2                      | 右                     | G・ウィリアムズ        | 右                     | G・マダックスE・ペレスA・ガララーガT・グラファニーノC・ジョーンズW・ワイスD・バティスタA・ジョーンズG・ウィリアムズ | 2                      | 中                     | S・フィンリー          | 左                     | S・ヒッチコックJ・レイリッツW・ジョイナーQ・ベラスK・カミニティC・ゴメスJ・バンダー · ウォールS・フィンリーT・グウィン |
| 3                      | 三                     | C・ジョーンズ          | 両                     | G・マダックスE・ペレスA・ガララーガT・グラファニーノC・ジョーンズW・ワイスD・バティスタA・ジョーンズG・ウィリアムズ | 3                      | 右                     | T・グウィン            | 左                     | S・ヒッチコックJ・レイリッツW・ジョイナーQ・ベラスK・カミニティC・ゴメスJ・バンダー · ウォールS・フィンリーT・グウィン |
| 4                      | 一                     | A・ガララーガ          | 右                     | G・マダックスE・ペレスA・ガララーガT・グラファニーノC・ジョーンズW・ワイスD・バティスタA・ジョーンズG・ウィリアムズ | 4                      | 三                     | K・カミニティ          | 両                     | S・ヒッチコックJ・レイリッツW・ジョイナーQ・ベラスK・カミニティC・ゴメスJ・バンダー · ウォールS・フィンリーT・グウィン |
| 5                      | 中                     | A・ジョーンズ          | 右                     | G・マダックスE・ペレスA・ガララーガT・グラファニーノC・ジョーンズW・ワイスD・バティスタA・ジョーンズG・ウィリアムズ | 5                      | 一                     | W・ジョイナー          | 左                     | S・ヒッチコックJ・レイリッツW・ジョイナーQ・ベラスK・カミニティC・ゴメスJ・バンダー · ウォールS・フィンリーT・グウィン |
| 6                      | 捕                     | E・ペレス              | 右                     | G・マダックスE・ペレスA・ガララーガT・グラファニーノC・ジョーンズW・ワイスD・バティスタA・ジョーンズG・ウィリアムズ | 6                      | 捕                     | J・レイリッツ          | 右                     | S・ヒッチコックJ・レイリッツW・ジョイナーQ・ベラスK・カミニティC・ゴメスJ・バンダー · ウォールS・フィンリーT・グウィン |
| 7                      | 左                     | D・バティスタ          | 右                     | G・マダックスE・ペレスA・ガララーガT・グラファニーノC・ジョーンズW・ワイスD・バティスタA・ジョーンズG・ウィリアムズ | 7                      | 左                     | J・バンダーウォール    | 左                     | S・ヒッチコックJ・レイリッツW・ジョイナーQ・ベラスK・カミニティC・ゴメスJ・バンダー · ウォールS・フィンリーT・グウィン |
| 8                      | 二                     | T・グラファニーノ      | 右                     | G・マダックスE・ペレスA・ガララーガT・グラファニーノC・ジョーンズW・ワイスD・バティスタA・ジョーンズG・ウィリアムズ | 8                      | 遊                     | C・ゴメス              | 右                     | S・ヒッチコックJ・レイリッツW・ジョイナーQ・ベラスK・カミニティC・ゴメスJ・バンダー · ウォールS・フィンリーT・グウィン |
| 9                      | 投                     | G・マダックス          | 右                     | G・マダックスE・ペレスA・ガララーガT・グラファニーノC・ジョーンズW・ワイスD・バティスタA・ジョーンズG・ウィリアムズ | 9                      | 投                     | S・ヒッチコック        | 左                     | S・ヒッチコックJ・レイリッツW・ジョイナーQ・ベラスK・カミニティC・ゴメスJ・バンダー · ウォールS・フィンリーT・グウィン |
| 先発投手               | 先発投手               | 先発投手               | 投球                   | G・マダックスE・ペレスA・ガララーガT・グラファニーノC・ジョーンズW・ワイスD・バティスタA・ジョーンズG・ウィリアムズ | 先発投手               | 先発投手               | 先発投手               | 投球                   | S・ヒッチコックJ・レイリッツW・ジョイナーQ・ベラスK・カミニティC・ゴメスJ・バンダー · ウォールS・フィンリーT・グウィン |
| G・マダックス          | G・マダックス          | G・マダックス          | 右                     | G・マダックスE・ペレスA・ガララーガT・グラファニーノC・ジョーンズW・ワイスD・バティスタA・ジョーンズG・ウィリアムズ | S・ヒッチコック        | S・ヒッチコック        | S・ヒッチコック        | 左                     | S・ヒッチコックJ・レイリッツW・ジョイナーQ・ベラスK・カミニティC・ゴメスJ・バンダー · ウォールS・フィンリーT・グウィン |

### 第4戦 10月11日
- クアルコム・スタジアム（カリフォルニア州サンディエゴ）

|                        | 1 | 2 | 3 | 4 | 5 | 6 | 7 | 8 | 9 | R | H  | E |
| ---------------------- | - | - | - | - | - | - | - | - | - | - | -- | - |
| アトランタ・ブレーブス | 0 | 0 | 0 | 1 | 0 | 1 | 6 | 0 | 0 | 8 | 12 | 0 |
| サンディエゴ・パドレス | 0 | 0 | 2 | 0 | 0 | 1 | 0 | 0 | 0 | 3 | 8  | 0 |

1. 勝利：デニス・マルティネス（1勝）
2. 敗戦：ジョーイ・ハミルトン（1敗）
3. 本塁打
ATL：ハビー・ロペス1号ソロ、アンドレス・ガララーガ1号満塁
SD：ジム・レイリッツ1号ソロ
4. 審判
［球審］グレッグ・ボニン
［塁審］一塁: ジェリー・デービス、二塁: スティーブ・リプリー、三塁: テリー・テイタ
［外審］左翼: ラリー・ポンシーノ、右翼: トム・ハリオン
5. 試合開始時刻: 太平洋夏時間（UTC-7）午後4時15分  試合時間: 2時間58分  観客: 6万5042人  気温: 73°F（22.8°C）
詳細: MLB.com Gameday / Baseball-Reference.com

| アトランタ・ブレーブス | アトランタ・ブレーブス | アトランタ・ブレーブス | アトランタ・ブレーブス | アトランタ・ブレーブス                                                                                      | サンディエゴ・パドレス | サンディエゴ・パドレス | サンディエゴ・パドレス | サンディエゴ・パドレス | サンディエゴ・パドレス                                                                                    |
| ---------------------- | ---------------------- | ---------------------- | ---------------------- | --- | ---------------------- | ---------------------- | ---------------------- | ---------------------- | --- |
| 打順                   | 守備                   | 選手                   | 打席                   | D・ネーグルJ・ロペスA・ガララーガK・ロックハートC・ジョーンズO・ギーエンR・クレスコA・ジョーンズM・タッカー | 打順                   | 守備                   | 選手                   | 打席                   | J・ハミルトンC・ヘルナンデスJ・レイリッツQ・ベラスK・カミニティC・ゴメスR・リベラS・フィンリーT・グウィン |
| 1                      | 遊                     | O・ギーエン            | 左                     | D・ネーグルJ・ロペスA・ガララーガK・ロックハートC・ジョーンズO・ギーエンR・クレスコA・ジョーンズM・タッカー | 1                      | 二                     | Q・ベラス              | 両                     | J・ハミルトンC・ヘルナンデスJ・レイリッツQ・ベラスK・カミニティC・ゴメスR・リベラS・フィンリーT・グウィン |
| 2                      | 二                     | K・ロックハート        | 左                     | D・ネーグルJ・ロペスA・ガララーガK・ロックハートC・ジョーンズO・ギーエンR・クレスコA・ジョーンズM・タッカー | 2                      | 中                     | S・フィンリー          | 左                     | J・ハミルトンC・ヘルナンデスJ・レイリッツQ・ベラスK・カミニティC・ゴメスR・リベラS・フィンリーT・グウィン |
| 3                      | 三                     | C・ジョーンズ          | 両                     | D・ネーグルJ・ロペスA・ガララーガK・ロックハートC・ジョーンズO・ギーエンR・クレスコA・ジョーンズM・タッカー | 3                      | 右                     | T・グウィン            | 左                     | J・ハミルトンC・ヘルナンデスJ・レイリッツQ・ベラスK・カミニティC・ゴメスR・リベラS・フィンリーT・グウィン |
| 4                      | 一                     | A・ガララーガ          | 右                     | D・ネーグルJ・ロペスA・ガララーガK・ロックハートC・ジョーンズO・ギーエンR・クレスコA・ジョーンズM・タッカー | 4                      | 三                     | K・カミニティ          | 両                     | J・ハミルトンC・ヘルナンデスJ・レイリッツQ・ベラスK・カミニティC・ゴメスR・リベラS・フィンリーT・グウィン |
| 5                      | 左                     | R・クレスコ            | 左                     | D・ネーグルJ・ロペスA・ガララーガK・ロックハートC・ジョーンズO・ギーエンR・クレスコA・ジョーンズM・タッカー | 5                      | 一                     | J・レイリッツ          | 右                     | J・ハミルトンC・ヘルナンデスJ・レイリッツQ・ベラスK・カミニティC・ゴメスR・リベラS・フィンリーT・グウィン |
| 6                      | 捕                     | J・ロペス              | 右                     | D・ネーグルJ・ロペスA・ガララーガK・ロックハートC・ジョーンズO・ギーエンR・クレスコA・ジョーンズM・タッカー | 6                      | 捕                     | C・ヘルナンデス        | 右                     | J・ハミルトンC・ヘルナンデスJ・レイリッツQ・ベラスK・カミニティC・ゴメスR・リベラS・フィンリーT・グウィン |
| 7                      | 中                     | A・ジョーンズ          | 右                     | D・ネーグルJ・ロペスA・ガララーガK・ロックハートC・ジョーンズO・ギーエンR・クレスコA・ジョーンズM・タッカー | 7                      | 左                     | R・リベラ              | 右                     | J・ハミルトンC・ヘルナンデスJ・レイリッツQ・ベラスK・カミニティC・ゴメスR・リベラS・フィンリーT・グウィン |
| 8                      | 右                     | M・タッカー            | 左                     | D・ネーグルJ・ロペスA・ガララーガK・ロックハートC・ジョーンズO・ギーエンR・クレスコA・ジョーンズM・タッカー | 8                      | 遊                     | C・ゴメス              | 右                     | J・ハミルトンC・ヘルナンデスJ・レイリッツQ・ベラスK・カミニティC・ゴメスR・リベラS・フィンリーT・グウィン |
| 9                      | 投                     | D・ネーグル            | 左                     | D・ネーグルJ・ロペスA・ガララーガK・ロックハートC・ジョーンズO・ギーエンR・クレスコA・ジョーンズM・タッカー | 9                      | 投                     | J・ハミルトン          | 右                     | J・ハミルトンC・ヘルナンデスJ・レイリッツQ・ベラスK・カミニティC・ゴメスR・リベラS・フィンリーT・グウィン |
| 先発投手               | 先発投手               | 先発投手               | 投球                   | D・ネーグルJ・ロペスA・ガララーガK・ロックハートC・ジョーンズO・ギーエンR・クレスコA・ジョーンズM・タッカー | 先発投手               | 先発投手               | 先発投手               | 投球                   | J・ハミルトンC・ヘルナンデスJ・レイリッツQ・ベラスK・カミニティC・ゴメスR・リベラS・フィンリーT・グウィン |
| D・ネーグル            | D・ネーグル            | D・ネーグル            | 左                     | D・ネーグルJ・ロペスA・ガララーガK・ロックハートC・ジョーンズO・ギーエンR・クレスコA・ジョーンズM・タッカー | J・ハミルトン          | J・ハミルトン          | J・ハミルトン          | 右                     | J・ハミルトンC・ヘルナンデスJ・レイリッツQ・ベラスK・カミニティC・ゴメスR・リベラS・フィンリーT・グウィン |

### 第5戦 10月12日
- クアルコム・スタジアム（カリフォルニア州サンディエゴ）

|                        | 1 | 2 | 3 | 4 | 5 | 6 | 7 | 8 | 9 | R | H  | E |
| ---------------------- | - | - | - | - | - | - | - | - | - | - | -- | - |
| アトランタ・ブレーブス | 0 | 0 | 0 | 1 | 0 | 1 | 0 | 5 | 0 | 7 | 14 | 1 |
| サンディエゴ・パドレス | 2 | 0 | 0 | 0 | 0 | 2 | 0 | 0 | 2 | 6 | 10 | 1 |

1. 勝利：ジョン・ロッカー（1勝）
2. セーブ：グレッグ・マダックス（1敗1S）
3. 敗戦：ケビン・ブラウン（1勝1敗）
4. 本塁打
ATL：マイケル・タッカー1号3ラン
SD：ケン・カミニティ2号2ラン、ジョン・バンダーウォール1号2ラン、グレッグ・マイヤーズ1号2ラン
5. 審判
［球審］ジェリー・デービス
［塁審］一塁: スティーブ・リプリー、二塁: テリー・テイタ、三塁: ラリー・ポンシーノ
［外審］左翼: トム・ハリオン、右翼: グレッグ・ボニン
6. 試合開始時刻: 太平洋夏時間（UTC-7）午後5時10分  試合時間: 3時間17分  観客: 5万8988人  気温: 72°F（22.2°C）
詳細: MLB.com Gameday / Baseball-Reference.com

| アトランタ・ブレーブス | アトランタ・ブレーブス | アトランタ・ブレーブス | アトランタ・ブレーブス | アトランタ・ブレーブス                                                                                      | サンディエゴ・パドレス | サンディエゴ・パドレス | サンディエゴ・パドレス | サンディエゴ・パドレス | サンディエゴ・パドレス                                                                                                 |
| ---------------------- | ---------------------- | ---------------------- | ---------------------- | --- | ---------------------- | ---------------------- | ---------------------- | ---------------------- | --- |
| 打順                   | 守備                   | 選手                   | 打席                   | J・スモルツJ・ロペスA・ガララーガK・ロックハートC・ジョーンズO・ギーエンR・クレスコA・ジョーンズM・タッカー | 打順                   | 守備                   | 選手                   | 打席                   | A・アシュビーC・ヘルナンデスW・ジョイナーQ・ベラスK・カミニティC・ゴメスJ・バンダー · ウォールS・フィンリーT・グウィン |
| 1                      | 遊                     | O・ギーエン            | 左                     | J・スモルツJ・ロペスA・ガララーガK・ロックハートC・ジョーンズO・ギーエンR・クレスコA・ジョーンズM・タッカー | 1                      | 二                     | Q・ベラス              | 両                     | A・アシュビーC・ヘルナンデスW・ジョイナーQ・ベラスK・カミニティC・ゴメスJ・バンダー · ウォールS・フィンリーT・グウィン |
| 2                      | 二                     | K・ロックハート        | 左                     | J・スモルツJ・ロペスA・ガララーガK・ロックハートC・ジョーンズO・ギーエンR・クレスコA・ジョーンズM・タッカー | 2                      | 中                     | S・フィンリー          | 左                     | A・アシュビーC・ヘルナンデスW・ジョイナーQ・ベラスK・カミニティC・ゴメスJ・バンダー · ウォールS・フィンリーT・グウィン |
| 3                      | 三                     | C・ジョーンズ          | 両                     | J・スモルツJ・ロペスA・ガララーガK・ロックハートC・ジョーンズO・ギーエンR・クレスコA・ジョーンズM・タッカー | 3                      | 右                     | T・グウィン            | 左                     | A・アシュビーC・ヘルナンデスW・ジョイナーQ・ベラスK・カミニティC・ゴメスJ・バンダー · ウォールS・フィンリーT・グウィン |
| 4                      | 一                     | A・ガララーガ          | 右                     | J・スモルツJ・ロペスA・ガララーガK・ロックハートC・ジョーンズO・ギーエンR・クレスコA・ジョーンズM・タッカー | 4                      | 三                     | K・カミニティ          | 両                     | A・アシュビーC・ヘルナンデスW・ジョイナーQ・ベラスK・カミニティC・ゴメスJ・バンダー · ウォールS・フィンリーT・グウィン |
| 5                      | 左                     | R・クレスコ            | 左                     | J・スモルツJ・ロペスA・ガララーガK・ロックハートC・ジョーンズO・ギーエンR・クレスコA・ジョーンズM・タッカー | 5                      | 一                     | W・ジョイナー          | 左                     | A・アシュビーC・ヘルナンデスW・ジョイナーQ・ベラスK・カミニティC・ゴメスJ・バンダー · ウォールS・フィンリーT・グウィン |
| 6                      | 捕                     | J・ロペス              | 右                     | J・スモルツJ・ロペスA・ガララーガK・ロックハートC・ジョーンズO・ギーエンR・クレスコA・ジョーンズM・タッカー | 6                      | 左                     | J・バンダーウォール    | 左                     | A・アシュビーC・ヘルナンデスW・ジョイナーQ・ベラスK・カミニティC・ゴメスJ・バンダー · ウォールS・フィンリーT・グウィン |
| 7                      | 中                     | A・ジョーンズ          | 右                     | J・スモルツJ・ロペスA・ガララーガK・ロックハートC・ジョーンズO・ギーエンR・クレスコA・ジョーンズM・タッカー | 7                      | 捕                     | C・ヘルナンデス        | 右                     | A・アシュビーC・ヘルナンデスW・ジョイナーQ・ベラスK・カミニティC・ゴメスJ・バンダー · ウォールS・フィンリーT・グウィン |
| 8                      | 右                     | M・タッカー            | 左                     | J・スモルツJ・ロペスA・ガララーガK・ロックハートC・ジョーンズO・ギーエンR・クレスコA・ジョーンズM・タッカー | 8                      | 遊                     | C・ゴメス              | 右                     | A・アシュビーC・ヘルナンデスW・ジョイナーQ・ベラスK・カミニティC・ゴメスJ・バンダー · ウォールS・フィンリーT・グウィン |
| 9                      | 投                     | J・スモルツ            | 右                     | J・スモルツJ・ロペスA・ガララーガK・ロックハートC・ジョーンズO・ギーエンR・クレスコA・ジョーンズM・タッカー | 9                      | 投                     | A・アシュビー          | 右                     | A・アシュビーC・ヘルナンデスW・ジョイナーQ・ベラスK・カミニティC・ゴメスJ・バンダー · ウォールS・フィンリーT・グウィン |
| 先発投手               | 先発投手               | 先発投手               | 投球                   | J・スモルツJ・ロペスA・ガララーガK・ロックハートC・ジョーンズO・ギーエンR・クレスコA・ジョーンズM・タッカー | 先発投手               | 先発投手               | 先発投手               | 投球                   | A・アシュビーC・ヘルナンデスW・ジョイナーQ・ベラスK・カミニティC・ゴメスJ・バンダー · ウォールS・フィンリーT・グウィン |
| J・スモルツ            | J・スモルツ            | J・スモルツ            | 右                     | J・スモルツJ・ロペスA・ガララーガK・ロックハートC・ジョーンズO・ギーエンR・クレスコA・ジョーンズM・タッカー | A・アシュビー          | A・アシュビー          | A・アシュビー          | 右                     | A・アシュビーC・ヘルナンデスW・ジョイナーQ・ベラスK・カミニティC・ゴメスJ・バンダー · ウォールS・フィンリーT・グウィン |

### 第6戦 10月14日
- ターナー・フィールド（ジョージア州アトランタ）

|                        | 1 | 2 | 3 | 4 | 5 | 6 | 7 | 8 | 9 | R | H  | E |
| ---------------------- | - | - | - | - | - | - | - | - | - | - | -- | - |
| サンディエゴ・パドレス | 0 | 0 | 0 | 0 | 0 | 5 | 0 | 0 | 0 | 5 | 10 | 0 |
| アトランタ・ブレーブス | 0 | 0 | 0 | 0 | 0 | 0 | 0 | 0 | 0 | 0 | 2  | 1 |

1. 勝利：スターリング・ヒッチコック（2勝）
2. 敗戦：トム・グラビン（2敗）
3. 審判
［球審］スティーブ・リプリー
［塁審］一塁: テリー・テイタ、二塁: ラリー・ポンシーノ、三塁: トム・ハリオン
［外審］左翼: グレッグ・ボニン、右翼: ジェリー・デービス
4. 試合開始時刻: 東部夏時間（UTC-4）午後8時15分  試合時間: 3時間10分  観客: 5万988人  気温: 77°F（25°C）
詳細: MLB.com Gameday / Baseball-Reference.com

| サンディエゴ・パドレス | サンディエゴ・パドレス | サンディエゴ・パドレス | サンディエゴ・パドレス | サンディエゴ・パドレス                                                                                    | アトランタ・ブレーブス | アトランタ・ブレーブス | アトランタ・ブレーブス | アトランタ・ブレーブス | アトランタ・ブレーブス                                                                                            |
| ---------------------- | ---------------------- | ---------------------- | ---------------------- | --- | ---------------------- | ---------------------- | ---------------------- | ---------------------- | --- |
| 打順                   | 守備                   | 選手                   | 打席                   | S・ヒッチコックJ・レイリッツW・ジョイナーQ・ベラスK・カミニティC・ゴメスG・ボーンS・フィンリーT・グウィン | 打順                   | 守備                   | 選手                   | 打席                   | T・グラビンJ・ロペスA・ガララーガT・グラファニーノC・ジョーンズW・ワイスD・バティスタA・ジョーンズG・ウィリアムズ |
| 1                      | 二                     | Q・ベラス              | 両                     | S・ヒッチコックJ・レイリッツW・ジョイナーQ・ベラスK・カミニティC・ゴメスG・ボーンS・フィンリーT・グウィン | 1                      | 遊                     | W・ワイス              | 両                     | T・グラビンJ・ロペスA・ガララーガT・グラファニーノC・ジョーンズW・ワイスD・バティスタA・ジョーンズG・ウィリアムズ |
| 2                      | 右                     | T・グウィン            | 左                     | S・ヒッチコックJ・レイリッツW・ジョイナーQ・ベラスK・カミニティC・ゴメスG・ボーンS・フィンリーT・グウィン | 2                      | 右                     | G・ウィリアムズ        | 右                     | T・グラビンJ・ロペスA・ガララーガT・グラファニーノC・ジョーンズW・ワイスD・バティスタA・ジョーンズG・ウィリアムズ |
| 3                      | 左                     | G・ボーン              | 右                     | S・ヒッチコックJ・レイリッツW・ジョイナーQ・ベラスK・カミニティC・ゴメスG・ボーンS・フィンリーT・グウィン | 3                      | 三                     | C・ジョーンズ          | 両                     | T・グラビンJ・ロペスA・ガララーガT・グラファニーノC・ジョーンズW・ワイスD・バティスタA・ジョーンズG・ウィリアムズ |
| 4                      | 三                     | K・カミニティ          | 両                     | S・ヒッチコックJ・レイリッツW・ジョイナーQ・ベラスK・カミニティC・ゴメスG・ボーンS・フィンリーT・グウィン | 4                      | 一                     | A・ガララーガ          | 右                     | T・グラビンJ・ロペスA・ガララーガT・グラファニーノC・ジョーンズW・ワイスD・バティスタA・ジョーンズG・ウィリアムズ |
| 5                      | 捕                     | J・レイリッツ          | 右                     | S・ヒッチコックJ・レイリッツW・ジョイナーQ・ベラスK・カミニティC・ゴメスG・ボーンS・フィンリーT・グウィン | 5                      | 捕                     | J・ロペス              | 右                     | T・グラビンJ・ロペスA・ガララーガT・グラファニーノC・ジョーンズW・ワイスD・バティスタA・ジョーンズG・ウィリアムズ |
| 6                      | 一                     | W・ジョイナー          | 左                     | S・ヒッチコックJ・レイリッツW・ジョイナーQ・ベラスK・カミニティC・ゴメスG・ボーンS・フィンリーT・グウィン | 6                      | 中                     | A・ジョーンズ          | 右                     | T・グラビンJ・ロペスA・ガララーガT・グラファニーノC・ジョーンズW・ワイスD・バティスタA・ジョーンズG・ウィリアムズ |
| 7                      | 中                     | S・フィンリー          | 左                     | S・ヒッチコックJ・レイリッツW・ジョイナーQ・ベラスK・カミニティC・ゴメスG・ボーンS・フィンリーT・グウィン | 7                      | 左                     | D・バティスタ          | 右                     | T・グラビンJ・ロペスA・ガララーガT・グラファニーノC・ジョーンズW・ワイスD・バティスタA・ジョーンズG・ウィリアムズ |
| 8                      | 遊                     | C・ゴメス              | 右                     | S・ヒッチコックJ・レイリッツW・ジョイナーQ・ベラスK・カミニティC・ゴメスG・ボーンS・フィンリーT・グウィン | 8                      | 二                     | T・グラファニーノ      | 右                     | T・グラビンJ・ロペスA・ガララーガT・グラファニーノC・ジョーンズW・ワイスD・バティスタA・ジョーンズG・ウィリアムズ |
| 9                      | 投                     | S・ヒッチコック        | 左                     | S・ヒッチコックJ・レイリッツW・ジョイナーQ・ベラスK・カミニティC・ゴメスG・ボーンS・フィンリーT・グウィン | 9                      | 投                     | T・グラビン            | 左                     | T・グラビンJ・ロペスA・ガララーガT・グラファニーノC・ジョーンズW・ワイスD・バティスタA・ジョーンズG・ウィリアムズ |
| 先発投手               | 先発投手               | 先発投手               | 投球                   | S・ヒッチコックJ・レイリッツW・ジョイナーQ・ベラスK・カミニティC・ゴメスG・ボーンS・フィンリーT・グウィン | 先発投手               | 先発投手               | 先発投手               | 投球                   | T・グラビンJ・ロペスA・ガララーガT・グラファニーノC・ジョーンズW・ワイスD・バティスタA・ジョーンズG・ウィリアムズ |
| S・ヒッチコック        | S・ヒッチコック        | S・ヒッチコック        | 左                     | S・ヒッチコックJ・レイリッツW・ジョイナーQ・ベラスK・カミニティC・ゴメスG・ボーンS・フィンリーT・グウィン | T・グラビン            | T・グラビン            | T・グラビン            | 左                     | T・グラビンJ・ロペスA・ガララーガT・グラファニーノC・ジョーンズW・ワイスD・バティスタA・ジョーンズG・ウィリアムズ |